# Reichenstein (Much)
Reichenstein war ein Ortsteil der Gemeinde Much im Rhein-Sieg-Kreis. Heute ist die Siedlung mit Much zusammengewachsen.

## Lage
Reichenstein liegt am Südrand von Much im Wahnbachtal an der Landesstraße 189.

## Einwohner
1901 hatte das Gehöft 12 Einwohner. Ansässig waren hier Mühlenpächter H. J. Overrödder und die Ackererfamilien Eduard Scherer, Louise Scherer und Witwe Anton Söntgerath.